# Saint-Martin-du-Fouilloux (Maine i Loira)
Saint-Martin-du-Fouilloux és un municipi francès situat al departament de Maine i Loira i a la regió de País del Loira. L'any 2007 tenia 1.586 habitants.

## Demografia

### Població
El 2007 la població de fet de Saint-Martin-du-Fouilloux era de 1.586 persones. Hi havia 568 famílies de les quals 84 eren unipersonals (44 homes vivint sols i 40 dones vivint soles), 172 parelles sense fills, 260 parelles amb fills i 52 famílies monoparentals amb fills.
La població ha evolucionat segons el següent gràfic:
Habitants censats

### Habitatges
El 2007 hi havia 595 habitatges, 571 eren l'habitatge principal de la família, 10 eren segones residències i 14 estaven desocupats. 577 eren cases i 16 eren apartaments. Dels 571 habitatges principals, 448 estaven ocupats pels seus propietaris, 119 estaven llogats i ocupats pels llogaters i 4 estaven cedits a títol gratuït; 1 tenia una cambra, 16 en tenien dues, 72 en tenien tres, 120 en tenien quatre i 362 en tenien cinc o més. 484 habitatges disposaven pel capbaix d'una plaça de pàrquing. A 193 habitatges hi havia un automòbil i a 346 n'hi havia dos o més.

### Piràmide de població
La piràmide de població per edats i sexe el 2009 era:
| Homes | Edats   | Dones |
| ----- | ------- | ----- |
| 0     | 95 o +  | 0     |
| 0     | 90 a 94 | 0     |
| 4     | 85 a 89 | 4     |
| 4     | 80 a 84 | 8     |
| 4     | 75 a 79 | 12    |
| 20    | 70 a 74 | 8     |
| 32    | 65 a 69 | 24    |
| 20    | 60 a 64 | 24    |
| 24    | 55 a 59 | 32    |
| 52    | 50 a 54 | 48    |
| 56    | 45 a 49 | 56    |
| 60    | 40 a 44 | 44    |
| 68    | 35 a 39 | 76    |
| 52    | 30 a 34 | 60    |
| 28    | 25 a 29 | 32    |
| 32    | 20 a 24 | 48    |
| 44    | 15 a 19 | 64    |
| 40    | 10 a 14 | 68    |
| 64    | 5 a 9   | 52    |
| 40    | 0 a 4   | 60    |

## Economia
El 2007 la població en edat de treballar era de 1.088 persones, 803 eren actives i 285 eren inactives. De les 803 persones actives 760 estaven ocupades (385 homes i 375 dones) i 43 estaven aturades (21 homes i 22 dones). De les 285 persones inactives 114 estaven jubilades, 116 estaven estudiant i 55 estaven classificades com a «altres inactius».

### Ingressos
El 2009 a Saint-Martin-du-Fouilloux hi havia 579 unitats fiscals que integraven 1.601 persones, la mediana anual d'ingressos fiscals per persona era de 19.534 €.

### Activitats econòmiques
Dels 73 establiments que hi havia el 2007, 1 era d'una empresa extractiva, 1 d'una empresa alimentària, 5 d'empreses de fabricació d'altres productes industrials, 13 d'empreses de construcció, 21 d'empreses de comerç i reparació d'automòbils, 5 d'empreses de transport, 2 d'empreses d'hostatgeria i restauració, 4 d'empreses immobiliàries, 8 d'empreses de serveis, 5 d'entitats de l'administració pública i 8 d'empreses classificades com a «altres activitats de serveis».
Dels 17 establiments de servei als particulars que hi havia el 2009, 3 eren tallers de reparació d'automòbils i de material agrícola, 2 fusteries, 5 lampisteries, 4 electricistes, 1 perruqueria, 1 restaurant i 1 agència immobiliària.
Dels 4 establiments comercials que hi havia el 2009, 1 era una botiga de més de 120 m², 1 una fleca, 1 una botiga d'equipament de la llar i 1 una floristeria.
L'any 2000 a Saint-Martin-du-Fouilloux hi havia 18 explotacions agrícoles que ocupaven un total de 748 hectàrees.

## Equipaments sanitaris i escolars
L'únic equipament sanitari que hi havia el 2009 era una farmàcia.
El 2009 hi havia una escola elemental.

## Poblacions més properes
El següent diagrama mostra les poblacions més properes.